# Bedigliora
Bedigliora é uma comuna da Suíça, no Cantão Tessino, com cerca de 566 habitantes. Estende-se por uma área de 2,5 km², de densidade populacional de 226 hab/km². Confina com as seguintes comunas: Croglio, Curio, Novaggio, Pura, Sessa.
A língua oficial nesta comuna é o Italiano.